# 1E 161348-5055
1E 161348-5055 — нейтронная звезда, которая находится в созвездии Наугольник на расстоянии около 10 тысяч световых лет от нас. Она пережила вспышку сверхновой около 2000 лет назад, и сейчас её окружает газопылевая туманность RCW 103, остаток сверхновой.

## История открытия
Звезда была открыта с помощью орбитального рентгеновского телескопа Эйнштейн в 1980 году. До вспышки сверхновой она была приблизительно в 8 раз массивнее Солнца. В данный момент она имеет массу как у Солнца, но её диаметр составляет около 20 километров. Звезда интересна тем, что её период вращения вокруг своей оси составляет 6,7 часов. Это очень медленно для звезды, взорвавшейся две тысячи лет назад: по существующей модели она должна вращаться в несколько тысяч раз быстрее. Она ведёт себя как звезда, возраст которой много миллионов лет. Вторая странность была обнаружена в период между октябрём 1999 и январём 2000 года: 1E 161348-5055 внезапно стала ярче в 50 раз. После этой вспышки яркость медленно спала, но с тех пор остаётся большей, нежели до 1999 года.
Существуют две гипотезы, объясняющие данные феномены. Первая предполагает существование мощного магнитного поля и газопылевого диска, оставшегося после взрыва сверхновой вокруг звезды. Однако эта гипотеза объясняет только малую скорость вращения 1E 161348-5055, но не саму вспышку.
Согласно другой гипотезе, 1E 161348-5055 имеет невидимого нам компаньона с малой массой — звезду, вращающуюся по вытянутой орбите. Через определённое время объекты сближаются на достаточное расстояние, чтобы вещество компаньона смогло, заполнив полость Роша, падать на нейтронную звезду. Это и является причиной вспышки. Более того, компаньон может воздействовать на магнитное поле нейтронной звезды, вызывая у неё торможение. Если данная версия верна, то мы наблюдаем одну из самых молодых подобных двойных систем.